# Луна-25А
Луна-25 — радянська автоматична міжпланетна станція. Планувалося запустити її в 1977 році для доставки «Луноход-3». Запуск був скасований через активне використання ракети 8К82К для виведення на стаціонарну орбіту радянських супутників зв'язку. Зайвого носія для пуску Луни-25 не знайшлося.

## Радянський проект
Запуск станції Е8 № 205 планувався на 1977 рік під назвою Луна-25. Але у зв'язку зі зміненим відношенням до місячної програми з боку керівництва СРСР замість Місяця місяцехід 8ЕЛ № 205, який можна назвати «Луноход-3», потрапив у музей НВО імені Лавочкіна, де він і знаходиться до цього дня.

## Сучасний апарат
Незважаючи на завершення робіт по програмі «Луна» в космос може бути запущеним апарат з аналогічною назвою.
Останньою з серії радянських місячних апаратів була автоматична станція Е-8-5М Луна-24, що доставила на Землю місячний ґрунт з передгірного району. Відповідно, перший російський апарат з нової серії називався б «Луна-25». Його запуск на траєкторію «Земля-Місяць» (час польоту — 3 доби) планується виконати з космодрому Плесецьк за допомогою відносно дешевої РН «Молнія» з розгінним блоком Л.
На відміну від попередніх апаратів розробки НВО ім. Лавочкіна, КА «Луна-25» буде створений там же, але на абсолютно новій базі, із застосуванням новітніх технологій, зокрема, негерметичних приладових контейнерів, високопродуктивних сонячних батарей і малогабаритних приладів наукових і службових підсистем.

### Конструктивне виконання
Конструктивно апарат являє собою восьмигранну панель, знизу якої змонтована рухова установка (ДП), що включає чотири бака з однокомпонентним паливом (гідразин), двигуни корекції і стабілізації, арматуру і системи наддуву. Зверху панелі встановлено три зонди-пенетратори з системами закрутки, а також системи терморегулювання і управління апарата, елементи електроавтоматики, радіокомплекс і антени. До чотирьох бічних граней кріпляться панелі сонячних батарей.

### План польоту
На трасі «Земля-Місяць» проводяться дві корекції: перша — на другу добу польоту, щоб траєкторія КА пройшла через одну з точок посадки пенетратора, і друга — на початку третьої доби польоту, з подальшою орієнтацією апарата, щоб поздовжня вісь пенетратора була зорієнтована за вертикалі до поверхні на момент врізання в ґрунт.
Приблизно за 20 год до зустрічі з Місяцем проводиться закрутка першого пенетратора навколо поздовжньої осі і його відділення. Сам КА після цього здійснює маневр перекладу траєкторії на другу прицільну точку і переорієнтацію для відділення другого пенетратора. Потім операція повторюється для десантування третього пенетратора. Процес відділення всіх трьох пенетраторів повинен скласти не більше трьох годин.
Після відділення від КА пенетраторів, він, стабілізований обертанням, продовжить зближення з Місяцем. На висоті 10 км від поверхні, щоб погасити швидкість, за сигналом бортового лазерного висотоміра буде включена його гальмівна ДУ, що складається з пакету твердопаливних ракетних двигунів (РДТП). Потім буде видана команда на відділення РДТП, які під дією відцентрових сил відійдуть від пенетратора, а сам він з вертикальною швидкістю близько 80 ± 10 м/с «ввіткнеться» у ґрунт. Допустимий нахил поверхні або сумарний кут зустрічі при впровадженні не повинен перевищувати 20°. Точки посадки пенетратора на поверхню Місяця утворюють приблизно рівносторонній трикутник, що важливо для проведення сейсмічних експериментів.

### Виконання місії
Після відділення останнього пенетратора КА буде переведений на пролітну траєкторію, в умовному перицентрі якої ДУ видасть гальмівний імпульс, в результаті чого апарат вийде на полярну орбіту штучного супутника Місяця (ШСМ), з метою подальшої ретрансляції інформації з пенетратора на Землю. Для зручності зв'язку період орбіти ШСМ вибирається кратним земній добі.